# یاستارنیا
یاستارنیا (به لاتین: Jastarnia) یک شهرک در لهستان است که در استان پومرانی واقع شده‌است.

## خصوصیات
یاستارنیا ۸ کیلومترمربع مساحت و ۴٬۰۳۳ نفر جمعیت دارد و ۷ متر بالاتر از سطح دریا واقع شده‌است.